# Método Balanchine
O bmétodo balanchine é uma técnica de balé desenvolvida pelo coreógrafo norte-americano George Balanchine (um dos criadores da dança neoclássica) utilizada na companhia que criou juntamente com Lincoln Kirstein, o New York City Ballet, e a School of American Ballet, escola criada especificamente para formar bailarinos com as qualidades para interpretar seus balés (musicalidade, velocidade, dinâmica e pureza de linhas); um método de ensino dedicado à formação de jovens alunos, como é o caso do método Vaganova, que responde as necessidades técnicas particulares e estilísticas decorrentes da estética balanchiniana, que se dirige exclusivamente a bailarinos de nível avançado.

## Princípios inspiradores
A técnica obedece a princípios inspirados na coreografia de Balanchine (1904-1983):
- musicalidade absoluta: o espectador deve, nas palavras do próprio Balanchine, ser capaz de ver a música e ouvir a dança . Para refinar a musicalidade do bailarino, durante a aula, o respeito tanto pelos andamentos quanto pelo fraseado particular dentro de cada tipo de movimento é cuidado de forma extrema. Além disso, os exercícios são estruturados em contagens anômalas (em cinco, seis, nove vezes). A maioria dos movimentos de abertura e fechamento da perna, mesmo em grandes altitudes, são estudados com a abertura no tempo para cima e não no tempo para baixo. Cit.: Tentamos, na medida do possível, nadar no tempo. Música é tempo – A coreografia existe apenas como resultado da música .
- autonomia da dança de qualquer estrutura narrativa: a dança é suficiente em si mesma. Nenhum enredo é necessário e qualquer sentimentalismo interpretativo deve ser evitado. Cit.: A dança clássica não tem que ilustrar nada - tenho uma abordagem literária apenas com a literatura - não me interesso por bailarinos que queiram exibir sentimentalismo .
- prioridade da dinâmica do passo sobre o desenho estático: a energia e o movimento prevalecem. O resultado é muitas vezes uma dinâmica horizontal dos passos, profundos e fluidos, todos unidos por um plié rico, generoso e suculento . Este dinamismo é muitas vezes associado pelo próprio Balanchine à própria natureza dos americanos, com quem se sentia em grande harmonia. Balanchine disse: Não seja mesquinho com seu plié! Em geral, os passos com deslocamento são executados tentando cobrir o máximo espaço possível, a menos que tenham um papel apenas rítmico, eles são reduzidos a termos mínimos, quase pequenos entalhes musicais (por exemplo, o pas de bourrée ou o glissade podem levar muito diverso: muito grande ou muito diminuto). Freqüentemente, há uma exasperação dos contrastes de qualidade do movimento, levados ao extremo: grande ou minúsculo, alto ou baixo, lento ou rápido, ágil ou suave, pequeno ou largo. A inspiração no jazz e na dança dos personagens é evidente. A velocidade dos passos, principalmente os de ponta ou do petit allegro, muitas vezes atinge níveis que beiram o impraticável. Cit.: A dança clássica é vida, é movimento .
- ênfase no respeito às linhas geométricas e simetria do corpo nas orientações e movimentos dos membros. Pernas e braços devem se mover em trajetórias traçadas precisamente a partir da linha central do corpo (eixo vertical). A quarta e a quinta posição, e em geral as épaulements, são, portanto, profundamente cruzadas. Os en-dehors devem ser sempre levados ao máximo; a limpeza e compactação da quinta posição são essenciais. Esta geometria precisa não expira em rigidez, graças à grande suavidade do pescoço e da cabeça. As piruetas são executadas preferencialmente a partir de uma quarta posição profunda com a perna de trás esticada e com os braços bem dobrados e macios, e sempre olhando para o público. A precisão das direções e linhas formadas pelo corpo é evidenciada tanto nos exercícios quanto na coreografia de Balanchine pelas frequentes e inesperadas mudanças angulares de direção do movimento (de uma diagonal para outra). cit. : Nosso estilo é limpo - À medida que você envelhece, sente a necessidade de ver as coisas puras e lineares .
- valorização de todas as partes do corpo : animação dos braços, com uso de cotovelos, punhos e mãos, de forma bem articulada, e realce de cada dedo da mão; cuide da vivacidade dos olhos, da suavidade da linha do pescoço e, de forma mais geral, da vitalidade de toda a parte superior do corpo. Refinamento extremamente detalhado de cada movimento do pé (especialmente nos movimentos de saída e chegada, e nos movimentos de passagem, muitas vezes negligenciados). A pélvis assume uma relevância inusitada, segundo a técnica clássica tradicional, porque se torna um motor propulsor do passo no tombé, no chainé [3], no piqué, enquanto em certas coreografias é destacada de forma independente (como em "Rubies" por Jewels ou em Os Quatro Temperamentos ). Cit.: A dança é apenas o corpo no seu melhor .
- importância do impacto do passo no espectador: não se trata de uma espetacularidade pelo uso do virtuosismo técnico ou da acrobacia circense, mas sim de uma força expressiva constante e de uma irradiação do bailarino, pela qualidade incisiva do seu movimentos. Cit.: Somos animadores - O elemento surpresa é importante .

## Elementos técnicos peculiares
Vários detalhes técnicos básicos foram revisitados e são objeto de exercícios específicos:
- Postura: a postura geral do corpo é muito ereta, independentemente da altura atingida pelas pernas, e o peso do corpo é levado muito para a frente e distribuído nos antepés, de modo que os calcanhares permaneçam leves. O dançarino está sempre pronto para se mover instantaneamente, alerta e suspenso como um boxeador no ringue [4] [5] .
- Abertura do quadril em movimentos de perna para trás: em todos os movimentos de perna para trás (battement tendu, jeté, grand battement, arabesco, atitude, etc.) essa perna, mantendo rigorosamente o "quadrado" do quadril de apoio. Este detalhe contribui para a particular elevação e linha dinâmica do arabesco : corpo muito ereto e quadril correspondendo à perna traseira muito aberta [6] .

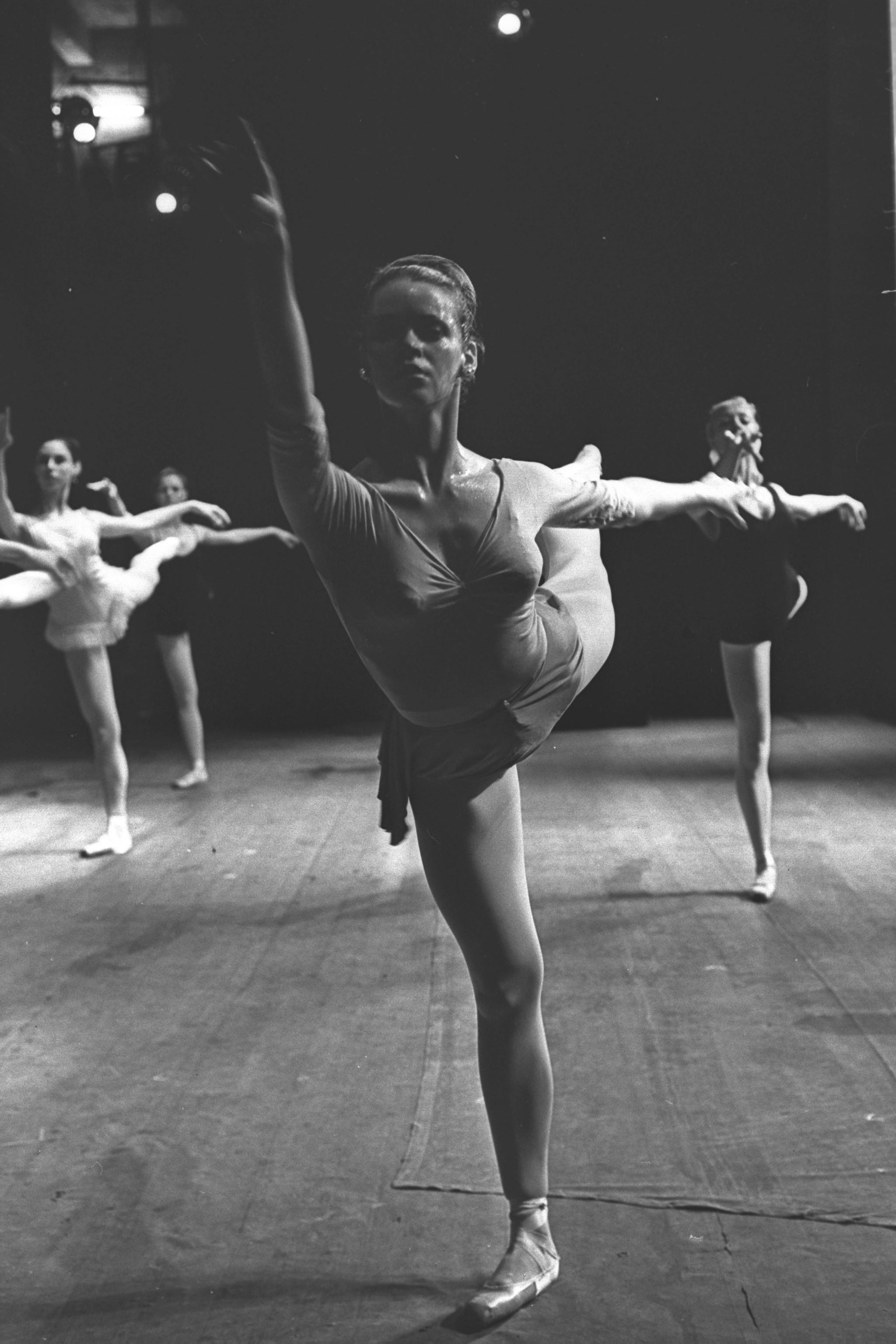
A linha de arabescos de acordo com o método Balanchine

- Uso do calcanhar no plié: um detalhe que chama a atenção do observador de uma aula típica é a abolição do princípio tradicional segundo o qual o calcanhar deve sempre permanecer totalmente no chão no demi-plié [7] . Para Balanchine, na realidade, o calcanhar se apoia no chão, mas não se demora ali, pois o plié é concebido de forma muito dinâmica, como um dispositivo para acumular o máximo de energia necessária para o passo seguinte, como um verdadeiro empurrão contra o solo, que, portanto, não deve parar em nenhuma de suas fases. Apoiar o calcanhar no chão, segundo Balanchine, equivale a uma parada, ainda que breve, do movimento. Assim como a respiração anima a vida, o plié anima a dança, e não pode parar . Consequentemente, dependendo de sua conformação física particular e precisamente no caso de pouca elasticidade e comprimento dos tendões e da musculatura posterior da perna, o bailarino individual pode preferir não apoiar o calcanhar e executar o plié como um empurrão rápido contra o solo que envolve todas as articulações da perna, mas não necessariamente envolve contato total do calcanhar com o solo.
- As pontas: Balanchine também reformulou toda a técnica das pontas. Apaixonado por sapatilhas de ponta desde muito jovem, apurou cada detalhe da sua utilização, de forma a evitar todos os possíveis inconvenientes estéticos (incluindo o ruído muitas vezes causado pela descida da ponta ao solo) decorrentes da particular estrutura rígida das sapatilhas de ponta bolso do pé. Por isso, seguindo o método Balanchine, em relevé, sobe-se na ponta e desce-se sem saltos nem sobressaltos, como se fosse um relevé em meia-ponta. Em essência, os dedos dos pés não se movem durante a subida, permanecendo onde estavam quando toda a sola do pé estava no chão. Disso deriva, por exemplo, uma segunda posição nos dedos dos pés mais larga que a de outros métodos. No que diz respeito à descida do dedo do pé, o pé não é deixado cair pela força da gravidade, mas é ativamente desenrolado, sempre sem saltos ou sobressaltos e sem mover a localização dos dedos do pé. Em algumas posições serão necessários ajustes (quinta e quarta posição) devido à necessidade de apertar o cruzamento das pernas, e, ao descer, afastá-las um pouco novamente. Tanto o relevé na ponta dos pés quanto a descida a partir deles, e até mesmo o movimento do piqué na ponta, se dão por meio de uma articulação completa de todas as articulações do pé, de forma suave e ininterrupta, sem nenhuma transição brusca. A ideia é obter um movimento que pareça completamente natural e fluido, mas ao mesmo tempo muito sofisticado. Em outros tipos de passos na ponta dos pés (saltos na ponta dos pés ou passos que ainda exigem um certo sprint) o salto necessário é realizado de qualquer maneira com maior precisão e delicadeza do que em outras técnicas.
- Aterrissagem em saltos: o mesmo conceito inspira a forma de aterrissar a partir de saltos. Você segura o peso do corpo e amortece a descida com os tornozelos e joelhos, aterrissando como uma mãe pássaro pousando sobre os ovos [8], mesmo antes de seus calcanhares tocarem o solo, com total articulação do pé.

## Ensino
O Método Balanchine é ensinado na School of American Ballet, academia oficial do New York City Ballet, e em outras escolas nos Estados Unidos, graças ao trabalho de divulgação de ex-bailarinos de Balanchine: Miami City Ballet dirigido por Ed Villella; Ballet Chicago Studio Company dirigido por Daniel Duell; Suzanne Farrell Ballet de Washington; Pacific Northwest Ballet de Seattle dirigido por Peter Boal; Violette Verdy; Merrill Ashley; Patricia Neary, Patricia Wilde, Jillana, Nanette Glushak, Barbara Walczak, Una Kai e Jacques D'Amboise, entre muitos outros, continuam a espalhar o método por todo o mundo.
Sobre o assunto, Suki Schorer foi escolhido por Balanchine como seu assistente, e que o ajudou em sua atividade docente por cerca de vinte e quatro anos. Este escreveu um exaustivo tratado Suki Schorer e a técnica de Balanchine (publicado pela Gremese).